# 9091 Ishidatakaki
9091 Ishidatakaki este un asteroid din centura principală de asteroizi.

## Descriere
9091 Ishidatakaki este un asteroid din centura principală de asteroizi. A fost descoperit pe 2 noiembrie 1995 la Ōizumi de Takao Kobayashi. El prezintă o orbită caracterizată de o semiaxă mare de 2,44 ua, o excentricitate de 0,21 și o înclinație de 2,4° în raport cu ecliptica.